# Turcopalpa
Turcopalpa is een geslacht van vlinders van de familie tastermotten (Gelechiidae).

## Soorten
- T. africana (Povolny, 1968)
- T. glaseri Povolny, 1973